# Gian Francesco Angelini
Gian Francesco Angelini (Visso, 21 dicembre 1830 – Castel Ritaldi, 9 maggio 1915) è stato un basso italiano.

## Biografia
Calcò le scene di importanti teatri in Italia (La Fenice di Venezia, San Carlo di Napoli, Carlo Felice di Genova) e in Europa (Teatro Italiano e Teatro dell'Opera di Parigi).

Ebbe il ruolo di Padre Guardiano alla prima dell'opera La forza del destino di Giuseppe Verdi, rappresentata al Teatro Imperiale di San Pietroburgo il 10 novembre 1862.

Si esibì insieme a molti fra i più grandi interpreti della sua era, come Teresa Stolz, Enrico Tamberlik, Carlo Baucardé, Antonio Cotogni, Ignazio Marini, sotto la direzione di illustri bacchette come Giuseppe Gabetti e tanti altri.